# Integral de movimiento
Una integral del movimiento o constante del movimiento de un problema mecánico es una función de la posición y las velocidades (o equivalentemente de las coordenadas generalizadas y sus momentos conjugados) que es constante a lo largo de una trayectoria del sistema a lo largo de las fases.
En la teoría de ecuaciones diferenciales ordinarias se generaliza el concepto al de integral primera. Una integral primera depende de las variables de la ecuación diferencial y sus derivadas y resulta constante cuando se introduce en ella la dependencia respecto al "tiempo" o variable dependiente.

## Definición y ejemplos
Técnicamente una integral del movimiento es una expresión analítica {\displaystyle C(x_{i},y_{i})\,} tal que si se sustituyen en ella las variables por la expresión temporal de las coordenadas generalizadas y las velocidades generalizadas (alternativamente los momentos conjugados) son constantes:

{\displaystyle C(x_{i},y_{i})\ {\mbox{integral de movimiento}}\quad \iff \ \quad {\tilde {C}}(t):=C(q_{i}(t),{\dot {q}}_{i}(t))={\mbox{cte.}}}

A continuación se presentan algunas integrales de movimiento para sistemas físicos de interés como el oscilador armónico y el problema de Kepler, en sus versiones newtonianas. Una condición adicional es que la función no puede ser trivial, es decir:

{\displaystyle \exists i\in \{1,\dots ,n\}:{\frac {\partial C}{\partial x_{i}}}\neq 0\lor {\frac {\partial C}{\partial y_{i}}}\neq 0}

De lo contrario en mecánica clásica cosas como la densidad, o las dimensiones de un sólido rígido contabilizarían como integrales de movimiento, cuando sólo son parámetros constantes.

### Oscilador armónico
El oscilador armónico unidimensional es un sistema mecánico cuyo lagrangiano y cuya ecuación de movimiento vienen dado por:

{\displaystyle L(q,{\dot {q}})={\frac {1}{2}}({\dot {q}}^{2}-\omega ^{2}q^{2}),\qquad {\frac {d}{dt}}\left({\frac {\partial L}{\partial {\dot {q}}}}\right)-{\frac {\partial L}{\partial q}}=0\Rightarrow {\ddot {q}}+\omega ^{2}q=0}

Puede verse que este sistema tiene dos integrales de movimiento dadas por:

{\displaystyle C_{1}(q,{\dot {q}})={\frac {1}{2}}({\dot {q}}^{2}+\omega ^{2}q^{2}),\qquad C_{2}(q,{\dot {q}},t)=\arctan \left({\frac {\omega q}{\dot {q}}}\right)-\omega t}

Para verlo basta considerar la derivada total respecto al tiempo y substituir en ellas las ecuaciones del movimiento:

{\displaystyle {\begin{matrix}{\frac {dC_{1}}{dt}}=&{\frac {\partial C_{1}}{\partial {\dot {q}}}}{\ddot {q}}+{\frac {\partial C_{1}}{\partial q}}{\dot {q}}+{\frac {\partial C_{1}}{\partial t}}=&{\dot {q}}{\ddot {q}}+\omega ^{2}q{\dot {q}}=&{\dot {q}}({\ddot {q}}+\omega ^{2}q)=0\\{\frac {dC_{2}}{dt}}=&{\frac {\partial C_{2}}{\partial {\dot {q}}}}{\ddot {q}}+{\frac {\partial C_{2}}{\partial q}}{\dot {q}}+{\frac {\partial C_{2}}{\partial t}}=&{\frac {-\omega q{\ddot {q}}}{{\dot {q}}^{2}+\omega ^{2}q^{2}}}+{\frac {\omega {\dot {q}}^{2}}{{\dot {q}}^{2}+\omega ^{2}q^{2}}}-\omega =&\omega {\frac {\omega ^{2}q^{2}+{\dot {q}}^{2}}{{\dot {q}}^{2}+\omega ^{2}q^{2}}}-\omega =0\\\end{matrix}}}

### Problema de Kepler
En el problema de dos cuerpos sometidos a su mutua atracción gravitatoria, conocido como problema de Kepler o problema de los dos cuerpos, existen varias cantidades conservadas independientes del tiempo, la energía {\displaystyle E_{m}\;}, las tres componentes del momento angular {\displaystyle \mathbf {L} } y las tres componentes del vector de Runge-Lenz {\displaystyle \mathbf {A} } (y combinaciones de estas constantes entre sí). Sin embargo, puede probarse que no existen más de 5 integrales del movimiento que no dependan explícitamente del tiempo y que sean funcionalmente independientes, de hecho existen las siguientes relaciones entre las siete cantidades conservadas mencionadas:

{\displaystyle \mathbf {L} \cdot \mathbf {A} =L_{x}A_{x}+L_{y}A_{y}+L_{z}A_{z},\qquad E_{m}=-{\frac {\mu ^{2}(1-\|\mathbf {A} \|^{2})}{2\|\mathbf {L} \|^{2}}}}

## Utilidad de las integrales de movimiento
En general, el conocimiento de una integral de movimiento permite reducir la dimensión de un sistema de ecuaciones diferenciales que describen el movimiento de un sistema mecánico. Análogamente permiten reducir un sistema de ecuaciones diferenciales ordinarias a otro sistema equivalente más pequeño.
Para que esta reducción pueda ser realmente útil es necesario que la integral de movimiento sea una función algebraica de la posición y los momentos. Si la integral resulta ser una función trascendente de las variables mecánicas la reducción no puede llevarse a cabo.

### Sistemas conservativos unidimensionales
Un ejemplo de la utilidad de las integrales lo constituyen los sistemas hamiltonianos conservativos de un grado de libertad. En estos sistemas el principio de conservación de la energía implica que el hamiltoniano es una integral de movimiento que es función algebraica de la posición y el momento conjugado, ya que se cumplen las ecuaciones canónicas de Hamilton:

{\displaystyle {\frac {dH(p,q)}{dt}}={\frac {\partial H}{\partial p}}{\dot {p}}+{\frac {\partial H}{\partial q}}{\dot {q}}=-{\frac {\partial H}{\partial p}}{\frac {\partial H}{\partial q}}+{\frac {\partial H}{\partial q}}{\frac {\partial H}{\partial p}}=0}

Es decir, el valor de la hamiltoniana a lo largo de las trayectorias permanece constante, de hecho, ese valor es igual a la energía E que es constante para dicho sistema. Suponiendo que el hamiltoniano tiene la forma típica, las ecuaciones de movimiento pueden ser integradas mediante una cuadratura:

{\displaystyle E={\frac {1}{2}}m{\dot {q}}^{2}+U(q)\Rightarrow \qquad t={\sqrt {\frac {m}{2}}}\int _{q_{0}}^{q(t)}{\frac {dq}{\sqrt {E-U(q)}}}+C_{1}}

Esta última relación proporciona la función del tiempo q(t) buscada, que es la solución de las ecuaciones del movimiento. 
Un ejemplo interesante de sistema que puede reducirse a un sistema conservativo unidimensional es el movimiento de una partícula moviéndose en un campo central.

### Ecuación de Hamilton-Jacobi
El conocimiento de algunas constantes del movimiento se puede aprovechar para integrar la ecuación de Hamilton-Jacobi. Si se conoce una integral de movimiento {\displaystyle \beta _{i}\,} entonces existe una coordenada canónicamente conjugada {\displaystyle \alpha _{i}\,} tal que la acción satisface que:

{\displaystyle {\frac {\partial S(t,q_{i},\alpha _{i})}{\partial \alpha _{i}}}=\beta _{i}}

Esa propiedad permite definir una transformación canónica dada por una función generatriz, y formar un hamiltoniano con una variable menos, lo cual reduce en dos el número de grados de libertad del sistema.

## Integrales de movimiento en mecánica cuántica
Los conceptos anteriores pueden extenderse a la mecánica cuántica, donde una integral o constante de movimiento es un observable del sistema. En un sistema conservativo, cualquier observable que no dependa explícitamente del tiempo y cuyo conmutador con el hamiltoniano sea nulo, es una integral del movimiento.